# Balfouria monogama
Balfouria monogama är en plattmaskart. Balfouria monogama ingår i släktet Balfouria och familjen Balfouriidae. Inga underarter finns listade i Catalogue of Life.